# Amen (Album Otis Redding)
Amen è un album di Otis Redding, pubblicato dalla ATCO Records nel 1974.

## Tracce
Lato A
1. I've Got Dreams to Remember – 3:10
2. You Made a Man Out of Me – 2:06
3. Nobody's Fault but Mine – 2:20
4. Hard to Handle – 2:18
5. Thousand Miles Away – 2:09
6. The Happy Song – 2:40

Lato B
1. Think About It – 2:59
2. A Waste of Time – 3:15
3. Champagne and Wine – 2:49
4. A Fool for You – 2:35
5. Amen – 3:20